# Leopoldo Flores
Leopoldo Flores Valdés (Tenancingo, 15 de enero de 1934 - Toluca, 3 de abril de 2016) fue un pintor, muralista y escultor mexicano.

## Obras
- El hombre contemporáneo (Toluca, Hotel Plaza Morelos, 1971)
- Aratmósfera (Cerro de Coatepec, 1974)
- Cosmovitral (Toluca, 1980)
- El hombre contemplando al hombre (Toluca, Palacio del Poder Legislativo, 1972 - 1983)
- Alianza de las culturas (Toluca, Alianza Francesa, 1985);
- El hombre universal (Centro de Investigación en Ciencias Sociales y Humanidades de la Universidad Autónoma del Estado de México, 1989)
- En búsqueda de la Justicia (Procuraduría General de Justicia, 1991 - 1992)
- Tocando el sol (Edificio central de Rectoría de la UAEM, 1995, escultura)
- De qué color es el principio (El Colegio Mexiquense, 2001 - 2002)
- Catedral de la Justicia (Escuela Judicial del Estado de México, 2004)
- La justicia, supremo poder (Suprema Corte de Justicia de la Nación, 2007)[2]
- Los Elementos (Toluca, Universidad Autónoma del Estado de México, 2013-2017)[3]